# Богдан А144
Богдан А144 — 10-метровий високопідлоговий автобус середнього класу для міських перевезень, що виробляється корпорацією «Богдан». Автобус був розроблений «Укравтобуспром» у 2002 році; випускається у 4 модифікаціях: Богдан А144.1, Богдан А144.2, Богдан А144.3 і Богдан А144.5, що мало відрізняються одна від одної. Аналог цього автобуса від заводу ЛАЗ — ЛАЗ А152. З 2015 року такі автобуси в Київпастрансі почали  списувати , а ще частіше перетворювати на службові.

## Описання моделі
Богдан А144 є автобусом середнього класу, його довжина становить не більш як 9.88 метра, у ширину він 2,5 метра і у висоту 2,90. На базі цього автобуса було створено більшу 14-метрову тривісну модель Богдан А231. Цей автобус пристосований для роботи у містах, при цьому перевозячи достатньо велику кількість людей. Кузов автобуса вагонного компонування, тримальний. Передок автобуса виконаний з металопластику, світлотехніка представлена 6 фарами для освітлення і двома поворотними вогнями. Фари оснащені лінзами, тому їхня світлова ефективність істотно збільшилася. Протитуманні фари оснащені жовтим склом і лінзами. Лобове скло панорамне, вигнуте, хоча сам передок автобуса майже плаский, а дизайн кузова автобуса округліший, аніж у моделі А231. Склоочисники автобуса розташовуються один-над-одним; є функція омиття скла піною і три режими склоочистки. Лобове скло автобус не надто високе через те, що на передку ще розташований висувний капот. Боковини автобуса виконані з цільнотягнутих листів оцинкованої сталі з потужним антикорозійним захистом (заявлений ресурс кузова автобуса не менше аніж 10—15 років). Бокові дзеркала автобуса великого розміру, зроблені у стилі «вуха зайця», здатні повертатися і викручуватися при потребі. Задня частина автобуса має чіткоокреслений бампер і незвично розташовані задні фари; також наявне заднє скло. Двигун автобуса розташований продольно на лівому задньому звісі, при цьому зовсім не займаючи місця у салоні. Колеса автобуса середнього розміру, найчастіше дискові, задні бувають увігнуті. Підвіска автобуса залежна і пневмоважільна, добре нівелює дефекти дороги; ця підвіска дуже вигідна для автобуса через те, що у автобуса висока підлога. Автобус устатковано трьома одно- і двостулковими (2-стулкові лише середні) дверима. Хоча автобус номінально високопідлоговий (висота над рівнем підлоги салону близько 45 сантиметрів), в передніх та середніх дверях є тільки дві сходинки. В задніх дверях в зв'язку з наявністю агрегатної бази, число сходинок зростає до трьох. Настил підлоги автобуса — з лінолеуму, лінолеумом обиті і помости на яких встановлюються сидіння. Поручні автобуса металеві, горизонтальні розташовані по всій довжині салону; вертикальні — біля дверей, а також майже біля кожного ряду сидінь. Сидіння в салоні автобуса типу «напівм'які», матеріал сидінь може бути пластик або синтетична тканина, що часто присутня на сидіннях маршрутних автобусів малого і середнього класу (зокрема таких як ЗАЗ А07А, БАЗ А079). Сидіння роздільного типу, в усіх рядах парні; більшість сидінь встановлені на помостах, з самого заду обладнано 5 сидінь у ряд через те, що двигун продольного типу був забраний під підлогу салону. Висота салону автобуса близько 2,4 метра, тому автобус комфортабельний для людей високого зросту. Кондиціонування відбувається через зсувні кватирки (їх вмонтовано майже у кожному вікні) і через дахові люки примусового обдуву. Вікна розділені, можуть на замовлення встановлюватися тоновані клеєною плівкою світлочорного кольору. Підсвітка пасажирського салону представлена плафонними світильниками з лампами розжарювання. Система компостування талонів представлена механічними компостувальними апаратами, що зазвичай кріпляться на бокових стійках вікон. Є також кнопки сигналу до водія за необхідності відчинити двері, вони можуть міститися або на поручнях біля дверей або на панелі, вище дверного привода. Кабіна водія відкритого типу і перегородок відокремлення не має. Стандарте обладнання як вогнегасник, мікрофон і вентилятор присутнє у ній. Водійське крісло може регулюватися у висоту і глибину. Панель приладів за розміром абсолютно ідентична тій, що встановлюється в Богдан А069 (міський автобус-маршрутка малого класу); щоправда показникові прилади іншого типу і розміру. Спідометр середнього розміру, розбитий по поділках на 140 км/год (однак такої швидкості автобус не досягає), тахометр на 3000 обертів валу/хв та інші допоміжні покажчики: показник масла, безнинометр і розігрів двигуна. Усі прилади оснащені індвидуальною підсвіткою. Кермо типу УЯИШ 453461.004-0 з гідропідсилювачем, що робить керування автобусом легким. Коробка передач механічна від Isuzu; має 6 ступенів (передній хід) і один ступінь для заднього. Клавіші розташовані на правій частині приборної панелі. У автобуса є 4 гальмівні системи, а також антиблокувальну ABS, педалі акселератора, гальма і зчлеплення застосовуються ті ж самі. що й на Богдан А231 і міських ЛАЗах — Wabco.

## Технічні характеристики
| Клас                                              | міський автобус                                                                    |
| Виробник                                          | ТОВ «Богдан»                                                                       |
| Розробка                                          | виробляється з 2002 року, розрозроблений Укравтобуспромом                          |
| Кузов                                             | вагонного компонування, тримальний, з металевим покриттям                          |
| Гарантія, роки/пробіг                             | 1/30000 кілометрів                                                                 |
| Ресурс кузова, не менше ніж                       | 10—15 років                                                                        |
| Довжина, мм                                       | 9880                                                                               |
| Ширина по молдінгу, мм                            | 2500                                                                               |
| Висота, мм                                        | 2900                                                                               |
| Число осей                                        | 2 штуки                                                                            |
| Колеса                                            | дискові, 6 штук (4×2)                                                              |
| Шини                                              | 11/70R22,5                                                                         |
| Дорожній просвіт, мм                              | 220                                                                                |
| Колісна база, мм                                  | 4800                                                                               |
| Споряджена маса, кг                               | 8600                                                                               |
| Повна маса транспорту, кг                         | 13645 (при завантаженні 80 чол)                                                    |
| Передня колія, мм                                 | 2082                                                                               |
| Задня колія, мм                                   | 1850                                                                               |
| Максимальне навантаження на передню вісь, кг      | 5100                                                                               |
| Максимальне навантаження на задню вісь, кг        | 8545                                                                               |
| Висота підлоги, см                                | 36 (проте вважається високопідлоговим автобусом)                                   |
| Підвіска, штук і тип                              | 2 залежні пневмоважільні                                                           |
| Максимальний підйом, що може подолати автобус, %  | 20                                                                                 |
| Радіус повороту, мінімальний, метри               | 11                                                                                 |
| Настил підлоги                                    | лінолеум                                                                           |
| Поручні                                           | покриті пластиком; зроблені з сплаву цинку                                         |
| Сидіння                                           | напівм'які або повністю з пластику, непластикові оснащені антивандальним покриттям |
| Висота салону, см, ззаду/зпереду                  | 190/220                                                                            |
| Двері                                             | засклені, одно і двостворчасті поворотно-розсувного типу                           |
| Формула дверей                                    | 1—2—1                                                                              |
| Висота дверей, см                                 | 215                                                                                |
| Ширина дверних пройомів у одностворних дверях, см | 68                                                                                 |
| Ширина дверних пройомів у двостворних дверях, см  | 128                                                                                |
| Опалення у салоні                                 | рідинне, автономний опалювач                                                       |
| Кондиціонування у салоні                          | через люки і зсувні кватирки                                                       |
| Кермо (з гідропідсилювачем)                       | УЯИШ 453461.004-01 ШВГУ 430-2 виробник — Кропивницький, Україна                    |
| Сидячих місць, штук                               | 31                                                                                 |
| Стоячих місць, штук                               | 49                                                                                 |
| Повна місткість, чол                              | 80                                                                                 |
| Передній міст                                     | RABA A-106.13-3300 (Угорщина)                                                      |
| Задній міст                                       | 4202А-3000016 (Україна)                                                            |
| Коробка передач                                   | ISUZU MLD6Q                                                                        |
| Число ступенів КП, штук                           | 6                                                                                  |
| Двигун                                            | дизельний чотиритактний ISUZU 6HH IS                                               |
| Розташування двигуна                              | в задньому звісі продольно                                                         |
| Кількість циліндрів                               | 6, рядне розташування                                                              |
| Робочий об'єм, літри                              | 8,226                                                                              |
| Ємність паливного бака, літри                     | 230                                                                                |
| Відповідність екологічним нормам                  | Euro-1                                                                             |
| Передпусковий підігрівач                          | DBW300.60                                                                          |
| Обертальний момент, Нм                            | 667                                                                                |
| Потужність, кіловат                               | 147                                                                                |
| Охолодження                                       | рідинне                                                                            |
| Робоча гальмова система                           | пневматична, двохконтурна                                                          |
| Зупинкова гальмова система                        | пружні енергоакумулятори                                                           |
| Додаткова гальмова система                        | моторне гальмо                                                                     |
| Резервна гальмова система                         | один з контурів робочої                                                            |
| система ABS                                       | є у наяявності                                                                     |
| Педалі акселератора, гальма і зчеплення           | Wabco                                                                              |
| Витрати пального                                  | 32 (у місті) 28 (на трасі при швидкості 60 км/год)                                 |
| Час розгону до швидкості 60 км/год, сек           | 52 (плавний)                                                                       |
| Максимальна усталена швидкість руху, км/год       | 75 (звичайна дорога) 80 (по шосе)                                                  |